# Eupithecia sophia
Eupithecia sophia är en fjärilsart som beskrevs av Butler 1878. Eupithecia sophia ingår i släktet Eupithecia och familjen mätare. Inga underarter finns listade i Catalogue of Life.